# ظلم تحمل‌ناپذیر
ظلم تحمل‌ناپذیر (به انگلیسی: Intolerable Cruelty) که با نام طلاق با عشق به فارسی دوبله شده است، فیلمی کمدی رمانتیک محصول سال ۲۰۰۳ به کارگردانی برادران کوئن است. در این فیلم جرج کلونی، کاترین زیتا جونز، جفری راش، ادوارد هرمن، پل آدلستین، ریچارد جنکینز، بیلی باب تورنتون، جولیا دافی، استیسی تراویس و اروین کیز بازی کردند.

## خلاصه
مرلین با بازی کاترین زتا جونز با افراد ثروتمند ازدواج میکند ،بعد از آنها جدا شده و قسمتی از ثروتشان را تصاحب میکند.جرج کلونی وکیل آخرین شوهر اوست که در دادگاه موفق به شکست او می شود ، اما خودش در دام مرلین می افتد.

## پیش‌تولید
ظلم تحمل‌ناپذیر نخستین کار برادران کوئن در نقش نویسنده در سایه بود. داستان فیلم بر اساس ایده اصلی از جان رمانو، نویسنده فیلم معجزه سوم، بود و رابرت رمسی و متیو استون، که پیش‌تر فیلم‌های مشکل بزرگ و زندگی را نوشته بودند، به فیلم‌نامه در آمد. فیلم‌نامه برای چندین سال میان کارگردانان و نویسندگانی دست به دست می‌شد.

### ساخت
در ابتدا قرار بود که ران هاوارد و سپس جاناتان دمی فیلم را کارگردانی کنند و جولیا رابرتس و هیو گرانت در نقش‌های اصلی بازی کنند. کوئن‌ها پس از اقتباس از کتاب جیمز دیکی به نام به سوی سفیدی برای ساخت فیلم قرارداد امضا کردند و از فیلم‌نامه خود برای ساخت استفاده کردند.  فیلم‌برداری در ۲۰ ژوئن ۲۰۰۲ و پس از وقفه‌ای که به دلیل تقویم کاری کلونی وجود داشت، آغاز شد. بیشتر فیلم در بوورلی هیلز فیلم‌برداری شد و بعضی صحنه‌ها نیز در لاس وگاس فیلم‌برداری شدند. بودجه فیلم ۶۰ میلیون دلار بود که این فیلم را در زمره گران‌ترین فیلم‌های کارگردانی شده توسط کوئن‌ها قرار می‌دهد.

## بازخورد
ظلم تحمل‌ناپذیر اگرچه یکی از کارهای ضعیف کوئن‌ها محسوب می‌شود اما با بازخورد مثبت منتقدان همراه شد. در تارنمای راتن توماتوز امتیاز فیلم از ۱۸۰ نقد موجود ۷۵٪ تخمین زده شده است. اجماع این تارنما این است که:«با اینکه ظلم تحمل‌ناپذیر از دیگر کارهای کوئن‌ها عامه‌پسند‌تر است اما همچنان شوخ و شنگ است و کلونی و زتاجونز به مانند ستاره‌های قدیمی هستند.»

## موسیقی متن
موسیقی متن فیلم توسط کارتر بورول ساخته شد که دهمین همکاری او با کوئن‌ها به شمار می‌رود. آلبوم موسیقی متن همچنین شامل تعدادی آهنگ پاپ نیز هست. 